# 鈴木圭介 (翻訳家)
鈴木 圭介（すずき けいすけ、1955年 - ）は、日本の翻訳家・著述家。東京生まれ。東京外国語大学大学院修了。フランス現代思想・文学専攻。
映画・建築・音楽関係の翻訳多数。

## 翻訳
- リリアン・ギッシュ、アン・ピンチョット著『リリアン・ギッシュ自伝  映画とグリフィスと私』（筑摩書房（リュミエール叢書、1990年）
- クリストファー・ローレンス『エジソンに消された男  映画発明史の謎を追って』（筑摩書房、1992年）
- カリル・フリン『フェミニズムと映画音楽 ジェンダー・ノスタルジア・ユートピア』（平凡社、1994年）
- レム・コールハース『錯乱のニューヨーク』（筑摩書房、1995年、のちちくま学芸文庫）
- ロバート・パリッシュ『わがハリウッド年代記 チャップリン、フォードたちの素顔』（筑摩書房（リュミエール叢書）、1995年）
- アルフレッド・ヒッチコック著、シドニー・ゴットリーブ編『ヒッチコック映画自身』（筑摩書房（リュミエール叢書）、1999年）
- ブリューノ・モンサンジョン『リヒテル』（中地義和共訳、筑摩書房、2000年）
- エヴリーヌ・ペレ＝クリスタン『階段 空間のメタモルフォーゼ』（白揚社、2003年）
- ダニエル・リベスキンド『ブレイキング・グラウンド 人生と建築の冒険』（筑摩書房、2006年）
- グレン・グールド著、ギレーヌ・ゲルタン編『グールドのシェーンベルク』（筑摩書房、2007年）
- ジェフ・コリンズ『デリダ』ちくま学芸文庫、2008年）
- ケヴィン・バザーナ『失われた天才 忘れ去られた孤高の音楽家の生涯』（春秋社、2010年）エルヴィン・ニレジハジについて
- ケイティ・ハフナー『グレン・グールドのピアノ』（筑摩書房、2011年）